# Rodzina Hoffmann z Wilkanowa
Rodzina Hoffmann z Wilkanowa – niemiecka rodzina pochodząca z Wilkanowa na ziemi kłodzkiej zajmująca się wyrabianiem instrumentów muzycznych w XIX wieku.

## Historia
Pierwszym znanym z imienia twórcą instrumentów muzycznych z rodziny Hoffmann był Franz, który urodził się w 1779 roku w Wilkanowie i tam zmarł w 1840 roku. Był z zawodu lutnikiem i zajmował się wyrabianiem skrzypiec i harf. Jego synem był:
- Ignatz (ur. 1807 r. w Wilkanowie, zm. 1888 r. w Boboszowie), wyrabiał skrzypce; miał dwóch synów:
  - Eduarda starszego (ur. 1851 r. w Boboszowie, zm. 1913 tamże), który przejął warsztat ojca, jednak nie wytrzymał konkurencji instrumentów fabrycznych, stąd zajął się ich sprzedażą i naprawą; miał jedynego syna:
    - Eduarda młodszego (ur. 1893 r. w Boboszowie, zm. nn), jako pierwszy przejął warsztat po ojcu, prowadząc w nim nadal naprawę starych instrumentów, jednocześnie był dyrygentem chóru kościelnego i organistą w Boboszowie,

  - Augusta (ur. 1835 r. w Boboszowie, zm. 1888 r. w Bystrzycy Kłodzkiej), prowadził sklep z instrumentami muzycznymi w Bystrzycy Kłodzkiej.